# Antoine Dupré (inventore)
Antoine Dupré (Saint-Laurent-en-Beaumont, 17 gennaio 1723 – Grenoble, 20 novembre 1782) è stato un inventore francese.
È noto per aver scoperto un nuovo tipo di fuoco greco nel 1759.

## Biografia
Ragazzo intelligente e pratico, avviò una carriera da orefice. Lavorò prima come garzone, poi aprì un rinomato negozio.
Si specializzò nella produzione di falsi diamanti fatti di quarzo. Nel 1759, mentre cercava di fondere dei cristalli minerali per realizzare un nuovo tipo di gioielli, notò che dal procedimento avevano origini scintille e fiamme che non riusciva ad estinguere con l'acqua.
Dupré presentò la nuova arma al re, Luigi XV di Francia, ma questi preferì non adoperarla, ritenendola un grave danno per l'umanità. L'inventore fu indennizzato con una pensione di 2000 livre tournois.